# Assainvillers
Assainvillers é uma comuna francesa na região administrativa de Altos da França, no departamento de Somme. Estende-se por uma área de 7,3 km². Em 2010 a comuna tinha 106 habitantes (densidade: 14,5 hab./km²).